# Heinrich Rohrer
Heinrich Rohrer, född 6 juni 1933 i Buchs, Sankt Gallen, Schweiz, död 16 maj 2013 i Wollerau, Schwyz, var en schweizisk nobelpristagare i fysik 1986. Han och Gerd Binnig delade på halva prissumman med motiveringen "för deras konstruktion av sveptunnelmikroskopet". Den andra halvan av priset tilldelades Ernst Ruska. Heinrich Rohrer-medaljen utdelas vart tredje år av the Surface Science Society of Japan tillsammans med IBM Research – Zurich, schweiziska ambassaden i Japan, och Mrs. Rohrer till hans minne. Medaljen ska inte förväxlas med Heinrich Rohrer-priset som delades ut vid Nano Seoul 2020-konferensen.

## Biografi
Rohrer hade sin barndom på landet tills familjen flyttade till Zürich 1949. Han började studera på Swiss Federal Institute of Technology (ETH) 1951 för Wolfgang Pauli och Paul Scherrer. Sin doktorsavhandling skrev han med handledning av professor P. Grassmann som arbetade med kryogen ingenjörskonst. Rohrer mätte längdförändringar på supraledare vid den magnetfältsinducerade supraledande övergången, ett projekt som startades av Jørgen Lykke Olsen. Under sin forskning fann han att han var tvungen att göra det mesta av sin forskning på natten när staden sov eftersom hans mätningar var så känsliga för vibrationer. Hans studier avbröts av hans militärtjänst i det schweiziska bergsinfanteriet.

## Vetenskapligt arbete
År 1961 gifte Rohrer sig med Rose-Marie Egger. Deras smekmånadsresa till USA innehöll bland annat en träff med Bernie Serin vid Rutgers University i New Jersey med forskning om värmeledningsförmåga hos typ II-supraledare och metaller.
År 1963 började han arbeta vid i IBM Research Laboratory i Rüschlikon under ledning av Ambros Speiser. Under de första åren på IBM studerade han Kondosystem med magnetoresistens i pulserade magnetfält. Han började sedan studera magnetiska fasdiagram, vilket så småningom förde honom in på fältet av kritiska fenomen.
År 1974 tillbringade han ett sabbatsår vid University of California, Santa Barbara, Kalifornien och studerade kärnmagnetisk resonans tillsammans med Vince Jaccarino och Alan King. Fram till 1982 arbetade han med sveptunnelmikroskopet. Han utsågs till IBM Fellow 1986 och ledde fysikavdelningen vid forskningslabbet från 1986 till 1988. Han valdes till hedersakademiker i Academia Sinica 2008.